# Testamentum porcelli

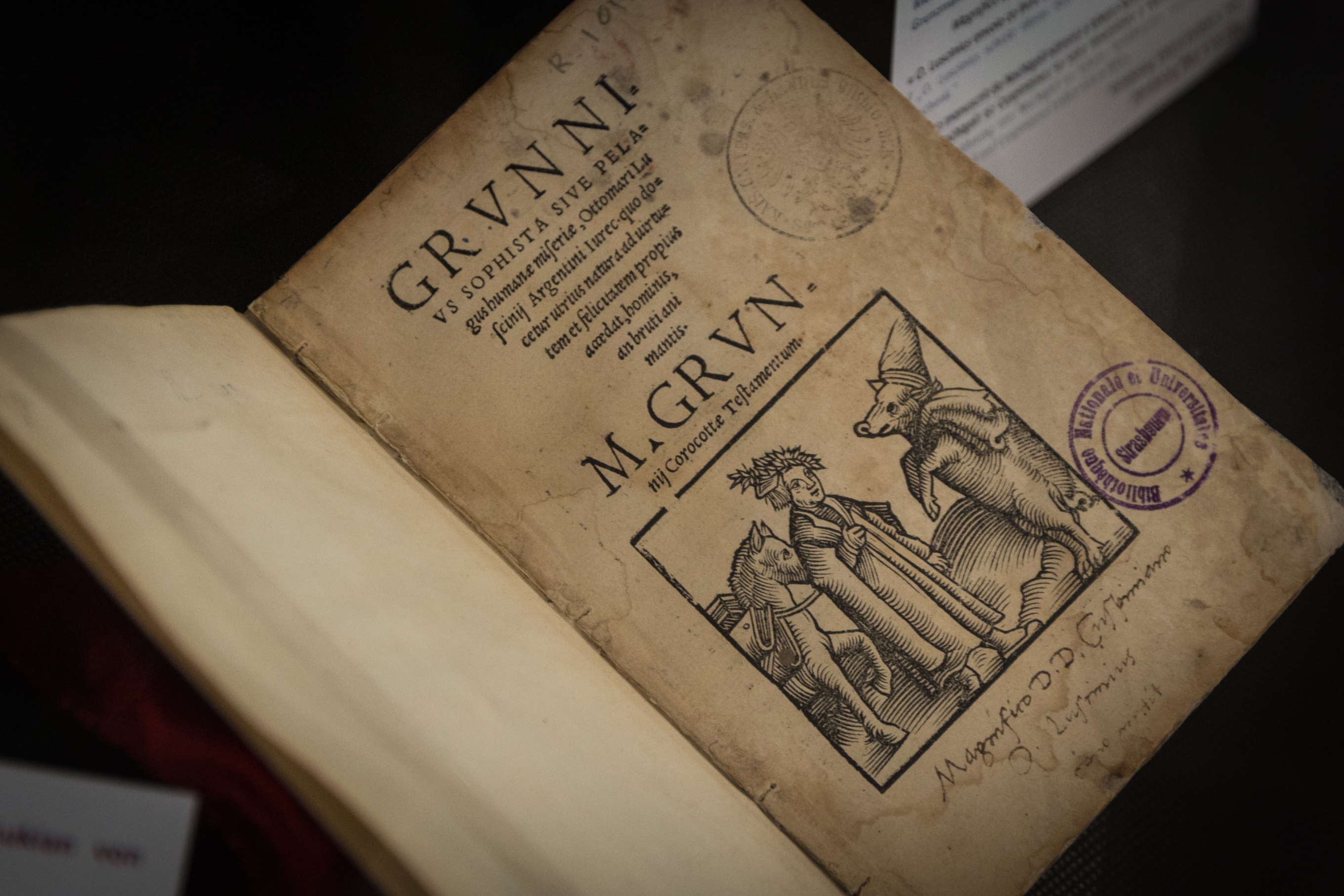
Frühdruck des Testamentum porcelli von Ottmar Nachtgall, 1522

Das Testamentum porcelli (Das Testament des Schweinchens) ist eine kurze lateinische Schrift wohl aus der Mitte des 4. Jahrhunderts, die sich scherzhaft als das Testament des Ferkels Marcus Grunnius Corocotta ausgibt.

## Text
TESTAMENTUM PORCELLI
1. Incipit testamentum porcelli: M. Grunnius Corocotta porcellus testamentum fecit. Quoniam manu mea scribere non potui, scribendum dictavi.
2. Magirus cocus dixit: "veni huc, eversor domi, solivertiator, fugitive porcelle, et hodie tibi dirimo vitam". Corocotta porcellus dixit: "si qua feci, si qua peccavi, si qua vascella pedibus meis confregi, rogo, domine cocu, vitam peto, concede roganti". Magirus cocus dixit: "transi, puer, affer mihi de cocina cultrum, ut hunc porcellum faciam cruentum". Porcellus comprehenditur a famulis, ductus sub die XVI Kal. Lucerninas, ubi abundant cymae, Clibanato et Piperato consulibus. Et ut vidit se moriturum esse, horae spatium petiit et cocum rogavit, ut testamentum facere posset. Clamavit ad se suos parentes, ut de cibariis suis aliquid dimittere eis. Qui ait:
3. Patri meo Verrino Lardino do lego dari glandis modios XXX, et matri meae Veturinae Scrofae do lego dari Laconicae siliginis modios XL, et sorori meae Quirinae, in cuius votum interesse non potui, do lego dari hordei modios XXX. Et de meis visceribus dabo donabo sutoribus saetas, rix[at]oribus capitinas, surdis auriculas, causidicis et verbosis linguam, buculariis intestina, esiciariis femora, mulieribus lumbulos, pueris vesicam, puellis caudam, cinaedis musculos, cursoribus et venatoribus talos, latronibus ungulas. Et nec nominando coco legato dimitto popiam et pistillum, quae mecum attuleram; de Theveste usque ad Tergeste liget sibi colum de reste. Et volo mihi fieri monumentum ex litteris aureis scriptum: "M.GRUNNIUS COROCOTTA PORCELLUS VIXIT ANNIS DCCCC.XC.VIIII.S(EMIS). QUODSI SEMIS VIXISSET, MILLE ANNOS IMPLESSET". Optimi amatores vei vel consules vitae, rogo vos ut cum corpore meo bene faciatis, bene condiatis de boni condimentis nuclei, piperis et mellis, ut nomen meum in sempiternum nominetur. Mei domini vel consobrini mei, qui testamento meo interfuistis, iubete signari".
4. Lario signavit. Ofellicus signavit. Cyminatus signavit. Lucanicus signavit. Tergillus signavit. Celsinus signavit. Nuptialicus signavit. Explicit testamentum porcelli sub die XVI Kal. Lucerninas Clibanato et Piperato consulibus feliciter.

## Namen
Die Dreigliedrigkeit des Namens (allerdings unter Weglassung von Filiation und Tribus) entspricht der Gepflogenheit für römische Personennamen. Marcus ist ein übliches praenomen. Mit nomen gentile heißt das Schweinchen Grunnius; dieses sonst nicht vorkommende Wort ist vom Verb grunnire/grunzen gebildet (also etwa Grunzer). Das als cognomen dienende Substantiv corocotta ist ein Lehnwort aus dem Griechischen und bezeichnet ein wildes Tier aus Afrika oder Indien, vermutlich eine Hyäne.

## Inhalt
Dem Text des eigentlichen Testaments voran geht eine kurze Schilderung der Todesumstände des Ferkels: Am 17. Dezember (die XVI kal. Lucerninas, dem Saturnalientag) unter dem Konsulat des Clibanatus (»der in der Pfanne Gebratene«) und des Piperatus (»der Gepfefferte«) wird das Ferkel Marcus Grunnius Corocotta von dem Koch Magirus (griechisch μάγειρος = Koch, Schlächter) mit der Tatsache konfrontiert, dass er es an diesem Tag ums Leben bringen werde. Corocotta bittet um sein Leben, doch der Koch befiehlt dem Küchenjungen, das Messer zu holen. Das Ferkel wird von den Küchengehilfen ergriffen und abgeführt. Da der Tod also unabwendbar ist, bittet Corocotta um eine Stunde Aufschub, um sein Testament diktieren zu können, da er selbst des Schreibens unkundig sei. Er ruft auch seine Eltern zu sich, um ihnen seine Futterration zu vermachen.
Das Testament listet im Einzelnen folgende Vermächtnisse und Legate auf: dem Vater Verrinus Lardinus werden 30 Eimer Eicheln hinterlassen, der Mutter Veturina, der Zuchtsau, 40 Eimer lakonischer Weizen, der Schwester Quirina 30 Eimer Gerste. Von seinen Körperteilen vermacht Corocotta den Schustern die Borsten, den Streithähnen die Hauer, den Tauben die Ohren, den Juristen und Schwätzern die Zunge, den Wurstköchen die Därme, den Pastetenmachern die Schinken, den Frauen die Lenden, den Knaben die Blase, den Mädchen den Schwanz, den Päderasten das Fleisch, den Läufern und Jägern die Fußgelenke und den Räubern die Klauen. Dem Koch hinterlässt er seinen Futternapf und den Stampfer, die er von Theveste (in Numidien) bis Tergeste (in Istrien) mit sich getragen habe; der solle sie sich an einem Strick um den Hals hängen.
Für sein Grabmal bestimmt er die folgende Inschrift in goldenen Lettern: »M. Grunnius Corocotta, das Ferkel, lebte 999 ½ Jahre; und hätte er noch ein halbes Jahr gelebt, hätte er die Tausend voll gemacht«.
Von seinen Freunden und Gefährten verabschiedet er sich mit der Bitte, mit seinem Körper gut umzugehen und ihn mit guten Gewürzen und Honig zu würzen, auf dass sein Name auf ewig gerühmt werde.
Unterzeichnet ist das Testament von den vorgeschriebenen sieben Zeugen: Lardio, Ofellicus, Cyminatus, Lucanicus, Tergillus, Celsinus und Nuptialicus.